# ママ・メチョナ
『ママ・メチョナ』（スペイン語: Mamá mechona）は、チリのテレビドラマ。チャンネル13で2014年3月3日から8月19日まで放送された。

## 登場人物

### 主な登場人物
マカレナ・ムニョス
演：シグリッド・アレグリア
アンドレス・モラ
演：アルバロ・エスピノーザ
ラファエル・アメナバル
演：パウロ・ブルネッティ